# Ajn al-Arab (dystrykt)
Ajn al-Arab – jedna z 10 jednostek administracyjnych drugiego rzędu (dystrykt) muhafazy Aleppo w Syrii.
W 2004 roku dystrykt zamieszkiwało 195 216 osób.